# The Smiths Singles Box
The Smiths Singles Box è un cofanetto raccolta della band inglese The Smiths, pubblicato l'8 dicembre del 2008 dalla Warner/Rhino Records.

## Realizzazione
Il cofanetto raccoglie i primi dieci 7" in vinile nell'originale versione (inglese) pubblicata dalla Rough Trade, più due rarità: Still Ill / You've Got Everything Now (uscito solo in versione promozionale per le radio, nel 1984, e mai in commercio) e The Headmaster Ritual / Oscillate Wildly (edito solo per il mercato olandese, nel 1985). Tutti i brani sono stati rimasterizzati da Frank Arkwright e supervisionati da Johnny Marr.
Il 29 giugno del 2009 è stata pubblicata anche una versione cd del cofanetto, con tiratura limitata a 10 000 copie e contenente due 7" non inclusi nell'edizione in vinile: il remix di This Charming Man a cura di François Kevorkian, fino ad allora uscito solo in versione limitata nel dicembre del 1983, e l'edizione tedesca di Barbarism Begins At Home, pubblicata nel 1985 per il solo mercato tedesco.

## Copertina
Tutti e dodici i vinili sono pubblicati con i booklet autentici mentre, la copertina del cofanetto, è composta da una foto dell'attore americano Joel Fabiani, selezionata personalmente da Morrissey e tratta dalla serie TV britannica Department S, del 1969.

## Tracce

### Vinile
1. Hand in Glove (single version) – 3:16
2. Handsome Devil (live at The Haçienda, 4 febbraio 1983) – 2:56
3. This Charming Man – 2:43
4. Jeane – 3:04
5. What Difference Does It Make? (single edit) – 3:26
6. Back to the Old House – 3:05
7. Still Ill – 3:22
8. You've Got Everything Now – 3:59
9. Heaven Knows I'm Miserable Now – 3:36
10. Suffer Little Children – 5:27
11. William, It Was Really Nothing – 2:11
12. Please, Please, Please Let Me Get What I Want – 1:52
13. How Soon Is Now? – 3:41
14. Well I Wonder – 4:00
15. Shakespeare's Sister – 2:09
16. What She Said – 2:40
17. The Headmaster Ritual – 4:54
18. Oscillate Wildly – 3:28
19. That Joke Isn't Funny Anymore – 3:52
20. Meat Is Murder (live at Oxford, 13 marzo 1985) – 5:40
21. The Boy with the Thorn in His Side – 3:18
22. Asleep – 4:10
23. Bigmouth Strikes Again – 3:14
24. Money Changes Everything – 4:41

### CD 2009
1. Hand in Glove (single version) - 3:17
2. Handsome Devil (live at The Haçienda, 4 febbraio 1983) - 2:53
3. This Charming Man (Manchester remix di François Kevorkian) - 2:42
4. This Charming Man (London remix di François Kevorkian) - 2:46
5. Accept Yourself - 3:58
6. Wonderful Woman - 3:08
7. Jeane - 3:02
8. This Charming Man (New York vocal mix) - 5:34
9. This Charming Man (New York instrumental mix) - 4:18
10. What Difference Does It Make? (single edit) - 3:51
11. Back To The Old House - 3:04
12. These Things Take Time - 2:24
13. Heaven Knows I'm Miserable Now - 3:34
14. Girl Afraid - 2:44
15. Suffer Little Children - 5:27
16. William, It Was Really Nothing - 2:10
17. How Soon Is Now? - 3:41
18. Please, Please, Please Let Me Get What I Want - 1:50
19. How Soon Is Now? - 6:43
20. Well I Wonder - 4:32
21. Oscillate Wildly - 3:26
22. Shakespeare's Sister - 2:09
23. What She Said - 3:13
24. Stretch Out And Wait (alternate version)  - 2:37
25. Barbarism Begins At Home - 3:49
26. Shakespeare's Sister - 2:09
27. Stretch Out And Wait (alternate version)  - 2:37
28. That Joke Isn't Funny Anymore - 4:57
29. Nowhere Fast (live at Oxford, 13 marzo 1985) - 2:31
30. Stretch Out And Wait (live at Oxford, 13 marzo 1985) - 2:49
31. Shakespeare's Sister (live at Oxford, 13 marzo 1985) - 2:12
32. Meat Is Murder (live at Oxford, 13 marzo 1985) - 5:34
33. The Boy with the Thorn in His Side - 3:18
34. Rubber Ring  - 3:55
35. Asleep - 4:10
36. Bigmouth Strikes Again - 3:12
37. Money Changes Everything - 4:40
38. Unloveable - 3:54

Tutte le tracce sono scritte da Morrissey/Marr.

## Formazione
- Morrissey - voce
- Johnny Marr - chitarra
- Andy Rourke - basso
- Mike Joyce - batteria